# Vojtěch Lahoda
Vojtěch Lahoda (30. července 1955, Praha – 18. března 2019 Praha) byl historik umění, kurátor, vysokoškolský pedagog a překladatel. V letech 2012–2017 byl ředitelem Ústavu dějin umění AV ČR.

## Život
Po maturitě na Gymnáziu Jana Keplera v Praze (1974) vystudoval v letech 1974–1979 dějiny umění a estetiku na Filozofické fakultě Univerzity Karlovy (prof. Petr Wittlich) a svou diplomovou práci Malíř Karel Černý obhájil roku 1979 jako práci rigorózní. V letech 1979–1980 pracoval na Katedře estetiky FF UK, poté byl do roku 1985 vědeckým aspirantem v Ústavu teorie a dějin umění ČSAV a obhájil zde kandidátskou dizertaci Figura v českém malířství 1907–1932: kubistické řešení (1985).
V letech 1986–1989 byl vedoucím oddělení vědeckotechnických informací, 1990–1993 vedoucím oddělení moderního umění, od roku 1993 zástupcem ředitele ÚTDU ČSAV. Od roku 2001 byl vědeckým tajemníkem, 2004–2012 zástupcem ředitele a od roku 2012 ředitelem Ústavu dějin umění AV ČR. Roku 1999 se habilitoval v oboru dějiny umění na Masarykově univerzitě v Brně a od roku 2001 působil jako docent, od roku 2007 jako profesor dějin umění na Filozofické fakultě UK v Praze. Působil v radě GVŠ, v české sekci AICA, radě NG (1997–1998 předseda věd. rady NG), ve vědecké radě VČG v Pardubicích a MG v Brně, jako člen správní rady AVU, člen výboru UHS (2001–2005), od r. 2004 byl předsedou podoborové komise GA ČR.
Roku 1991 obdržel visiting fellowship Sorosovy Nadace a pobýval v National Gallery of Art ve Washingtonu. Přednášel dějiny umění na FAMU (1991–1994, 1998–1999), na NIAS, Holandsko (1996), na CEU Praha, v rámci Ohio Univ. Athens Abroad Program in Prague (1999), CIEE na FF UK (2002), na Vytautas Magnus Univ., Kaunas (2004). Přispíval články do časopisů Výtvarné umění, Umění, Bulletin NG, Dějiny a současnost a do několika zahraničních periodik.
Byl členem redakčních rad časopisů: Umění, časopisu Art in Translation (Advisory Board), Edinburgh, Meno istorija ir kultura (Art History and Criticism), Kaunas, Litva, Makslas Vesture un Teorija (Art History and Theory), Institute of Art History of the Latvian Academy of Art, Riga., členem rady pracoviště ÚDU AV ČR, v.v.i., členem dozorčí rady komise sněmu AV ČR, členem nákupních komisí GHMP (1987–1999), VČG Pardubice (1987–1999) OG Liberec (1990–1993), členem stálé pracovní skupiny Akreditační komise Ministerstva kultury ČR.

### Ocenění
- 1982 Cena Českého literárního fondu
- 1991 Cena J. Krásy UHS, cena A.S.D.A. Paříž
- 1992 Cena ČSAV za kat. Český kubismus
- 1999 Cena Nadání J. Hlávky a Českého literárního fondu, Cena AV ČR za vědecké dílo DČVU
- 2006 Cena AV ČR za vědecké dílo DČVU

## Dílo
Vojtěch Lahoda se jako historik umění specializoval na dějiny českého modernismu a avantgardy v evropském kontextu, na dějiny českého moderního umění druhé poloviny 20. století a na metodologické otázky dějepisu moderního umění. Patřil k předním českým odborníkům na dílo Bohumila Kubišty, Antonína Procházky, Karla Černého, Emila Filly, Zdenka Rykra, Jana Autengrubera, Libora Fáry, ad.
Byl autorem desítek článků o moderním českém umění v odborných časopisech a autorsky se podílel na encyklopediích českého moderního umění: Dějiny českého výtvarného umění 1890–1938 (1998), Dějiny českého výtvarného umění 1780–1890 (2001), Dějiny českého výtvarného umění 1939–1958 (2005), Dějiny českého výtvarného umění 1958 – 2000 (2007) a na souborných publikacích: Vergangene Zukunft: Tschechische moderne 1890 bis 1918 (1993), Ohniska znovuzrození: České umění 1956 – 1963 (1994), Expresionismus a české umění: 1905–1927 (1994), Kubistická Praha (1995), Český surrealismus 1929–1953 (1996), Vincenc Kramář: Un théoricien et collectionneur du cubisme à Prague (2002), Český kubismus 1909–1925 (2006), !Křičte ústa! Předpoklady expresionismu (2007), Sváry zření: Fazety modernity na přelomu 19. a 20. století 1890–1918 (2008), Černá slunce: Odvrácená strana modernity (2012), ad.
Přednášel na konferencích, sympoziích, universitách a institucích v USA, Velké Británii, Francii, Nizozemí, Dánsku, Švédsku, Finsku, Belgii, Švýcarsku, Rakousku, Německu, Polsku, Slovensku, Maďarsku, Srbsku, Litvě, Lotyšsku, Estonsku a v Izraeli. Pro Vytautas Magnus University, Kaunas, přednášel zkrácený semestrální kurs pro magisterské studenty a doktorandy o vztahu malířství a fotografie v českém moderním umění.